# Terpna similis
Terpna similis là một loài bướm đêm trong họ Geometridae.